# Pljučno dihanje
Pljučno dihanje je dihanje s pomočjo pljuč, skozi katera človeško telo oddaja ogljikov dioksid in sprejema kisik. Pri dihanju (respiracija) razlikujemo dve fazi. Vdih (inspirij) je vsesavanje zraka v pljuča, sledi izdih (ekspirij), to je iztiskanje zraka iz pljuč. Pogostnost dihanja je različna; zdrav odrasel človek v mirovanju vdihne približno 16-krat v minuti. Zaradi telesnega napora pa se pogostnost dihanja poveča. Otrok diha hitreje kot odrasel človek.

## Fiziologija
Zaradi povečane količine ogljikovega dioksida v krvi se vzdraži dihalni center v podaljšani hrbtenjači. Iz tega centra prihajajo pobude po motoričnih živcih k skeletnim dihalnim mišicam. Glavne dihalne mišice so medrebrne mišice in trebušna prepona in se krčijo pod nadzorom naše zavesti, vendar je navadno njihovo krčenje avtomatično (spanje). Pri vdihu dihalne mišice razširijo prsni koš. Medrebrne mišice ga dvignejo in razširijo vstran in naprej, prepona pa se splošči in poveča prostornino prsne votline navzdol. Obenem se pljuča razširijo zaradi znižanega pritiska v prostoru med pljučno in rebrno plevro. Zato se poveča prostornina v pljučnih mešičkih, zračni pritisk v njih se zmanjša in zrak se vsesa vanje. Po vdihu se količina ogljikovega dioksida v krvi zmanjša, vzburjenje dihalnega centra preneha, dihalne mišice popustijo in prsni koš upade zaradi lastne teže in zaradi prožnosti prsnega koša in pljuč. Ker se zmanjša prostornina prsnega koša, se pljuča stisnejo in pri tem iztisnejo zrak iz pljučnih mešičkov. Tudi pri najprizadevnejšem izdihu ne moremo iztisniti vsega zraka iz pljuč, temveč ga v dihalih ostane še vedno približno en liter.

## Sestava zraka
V vdihanem zraku je največ dušika in skoraj 21 % kisika ter 0,04 % ogljikovega dioksida, v izdihanem zraku pa je približno 16 % kisika in 4 % ogljikovega dioksida. Izdihani zrak je tudi toplejši in  vlažnejši.

## Prenos plinov po krvi
V rdečih krvničkah (eritrocitih) se večina kisika veže na rdeče krvno barvilo (hemoglobin), ki vsebuje železo. Kemična vez med kisikom in železom pa ni obstojna in ko pride kisik do tkiv, ki ga potrebujejo in kjer je koncentracija kisika nizka, se zlahka odcepi od hemoglobina. Iz teh tkiv kri privzame ogljikov dioksid, ki se raztaplja v krvi.